# Spoken View
Spoken View Records ist ein Hip-Hop-Label aus Berlin, das 2006 gegründet wurde. Kathleen Stülpner war die Initiatorin, die sich mit ihren Bekannten V.Raeter, Mr. Mick, Sir Serch, Damion Davis, Aesop und Thomas Grummt zusammentat. Unter dem Namen Spoken View sollte ihren Freunden eine Plattform gegeben werden, um deren Musik mehr Hörern zugänglich zu machen. Dabei ging es gleichzeitig darum, dem Übermaß an Gangster-Rap in Berlin etwas entgegenzusetzen.
Die Texte der Labelkünstler erzählen oft lyrisch und technisch anspruchsvolle Geschichten und heben sich somit sowohl inhaltlich, als auch sprachlich von den Texten vieler anderer Deutschrapper ab. Auch die Beats folgen oft einem, im Vergleich zu den meisten deutschen Rapkünstlern, eigensinnigen Stil. Sie haben einen starken Bezug zum amerikanischen Rap der frühen 1990er Jahre. Die Beats basieren auf Samples, die aus obskuren Soundtracks und Archivmusik der 1970er Jahre stammen. Funk und Soul werden ebenfalls verwendet, was den Vergleich mit klassischen Produktionen aus New York noch verstärkt.
Der Begriff Spoken View soll die Bildhaftigkeit der Texte unterstreichen. Die Raps sind mit vielen Metaphern und Vergleichen gespickt. Zurzeit veröffentlichen auf dem Label unter anderem die Rapper Morlockk Dilemma, Hiob und die Formation Sichtbeton, bestehend aus dem Rapper Lunte und dem Produzenten V.Raeter.